# Tatralandia
Tatralandia , resp. Aquapark Tatralandia, je největší slovenský aquapark, nacházející se na úpatí Tater na břehu přehrady Liptovská Mara v městské části Ráztoky města Liptovský Mikuláš v okrese Liptovský Mikuláš v Žilinském kraji v regionu Liptov. Celý resort včetně ubytování je velký 14 ha. Tatralandia byla otevřená 5. července 2003 a denně pojme v letním období 5000 návštěvníků a v zimním období 1000.

## Bazény
Tatralandia čerpá vodu z 2,5 km hlubokého termálního vrtu.
- Thermal pool – sportovní venkovní celoroční bazén White lagoon – vnitřní bazén se slanou vodou
- Bubble pool – vnitřní bazén se slanou bublinkovou vodou
- Paradise pool – vnitřní relaxační bazén s replikou pirátské galeony a vodním barem Barbados
- Tropical pool – relaxační vnitřní bazén
- Snorkeling pool – vnitřní šnorchlovací bazén s akvárii s korály a rybami
- Ocean – vnitřní wellness bazén s výhledem na Tatry
- Detský bazén pirátov – vnitřní dětský bazén s atrakcemi
- Niagara pool – venkovní celoroční bazén
- Pool 21 atractions – venkovní letní bazén s atrakcemi a skluzavkami
- Amazonia – dětský venkovní bazén s atrakcemi
- Swimming pool – venkovní plavecký bazén

## Tobogány
Tatralandia využívá tzv. Photopoint tzn. že si můžete vyvolat svoji fotografii z adrenalinových atrakcí.

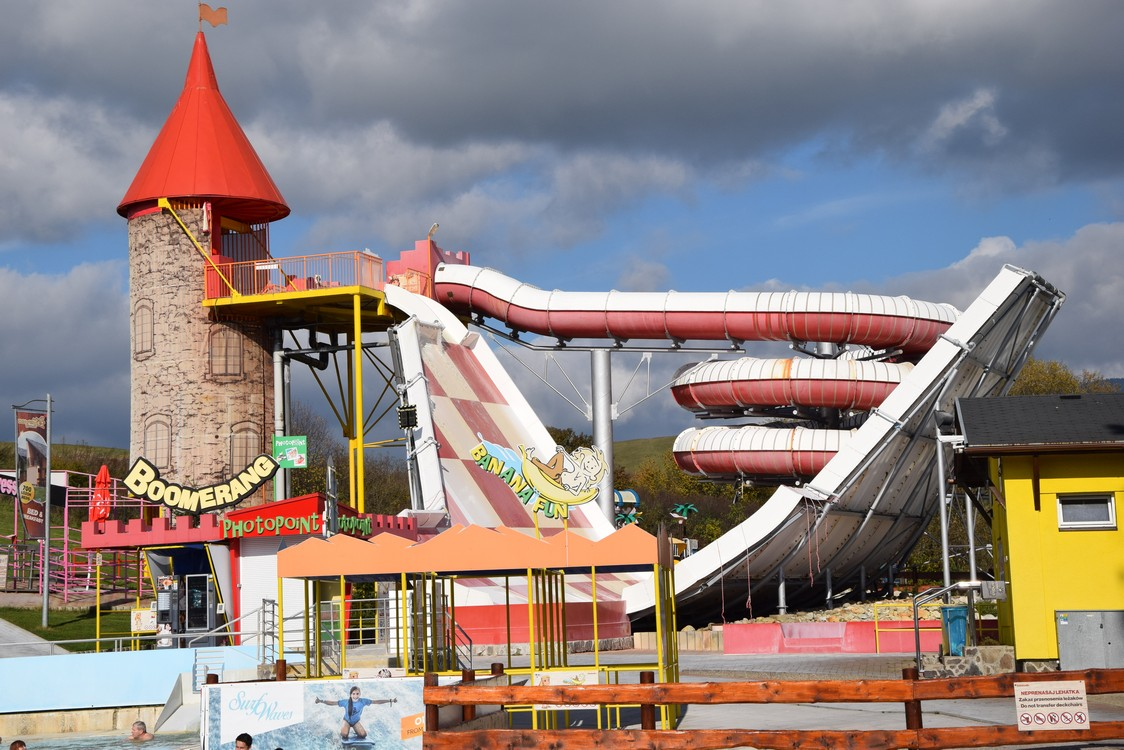
Pohled na u–rampu Boomerang

### celoroční provoz
- Tornádo – tobogán s kruhovou nádrží, nejdelší ve střední Evropě, pro dvojmístné rafty
- Rapido – klasický tobogán
- Monkey slide – klasický tobogán
- Jungle raft – obdélníkový tobogán pro dvojmístné rafty
- Black & White – obdélníkový tobogán pro dvojmístné raftyVstup do aquaparku

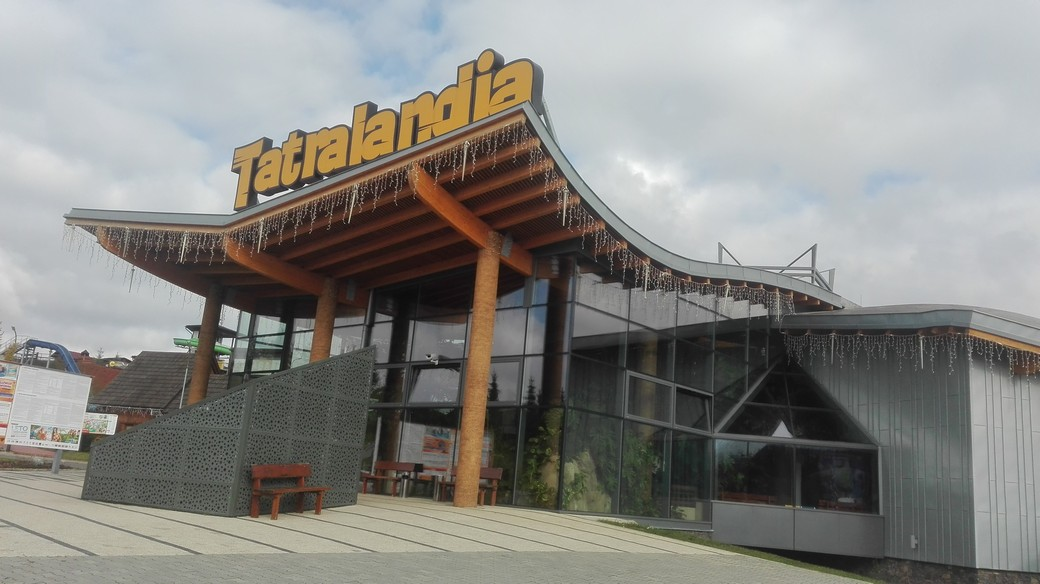
Vstup do aquaparku

### letní provoz
- Rollercoaster – otevřený tobogán pro trojmístné nebo dvojmístné rafty
- Triple Splash – trojdráhová skluzavka pro podložky
- Double Bubble – dvojdráhová skluzavka pro dvojmístné rafty
- Free Fall – nejstrmější skluzavka na Slovensku
- Double Fall – vlnitá skluzavka
- Anakonda – klasický otevřený tobogán, nejdelší na Slovensku
- Twister – klasický uzavřený tobogán
- Black Hole – uzavřený tobogán s pádem
- Kamikadze – uzavřený tobogán s pádem
- Niagára – trojdráhová skluzavka s podložkou
- Banana Fun – otevřený tobogán pro dvoj nebo trojmístné rafty
- Black Magic – uzavřený tobogán se speciálními efekty a trojmístnými rafty
- Trio – obdélníkový tobogán s dvojmístnými nebo trojmístnými rafty
- Boomerang – jediná raftovací u-rampa na Slovensku
- Crazy River – tobogán pro jednomístné rafty s odpočinkovým bazénkem
- Delphin – XXL tobogán s rampou (nový 2018)
- 4Family –  XXL rodinný tobogán (nový 2018)

## Další atrakce a ubytování
V Tatralandii mj. najdeme Tropical Paradise, ubytování, Fun Park, saunový svět nebo surfovací vlny.

## Další informace
Vedle areálu se také nacházejí zábavné parky:
- Hurricane Factory Tatralandia[2]
- Tatrapolis Ostrov Fantázie[3]
- ZOO Kontakt Liptovský Mikuláš[4]

## Externí odkazy

areál

## Galerie

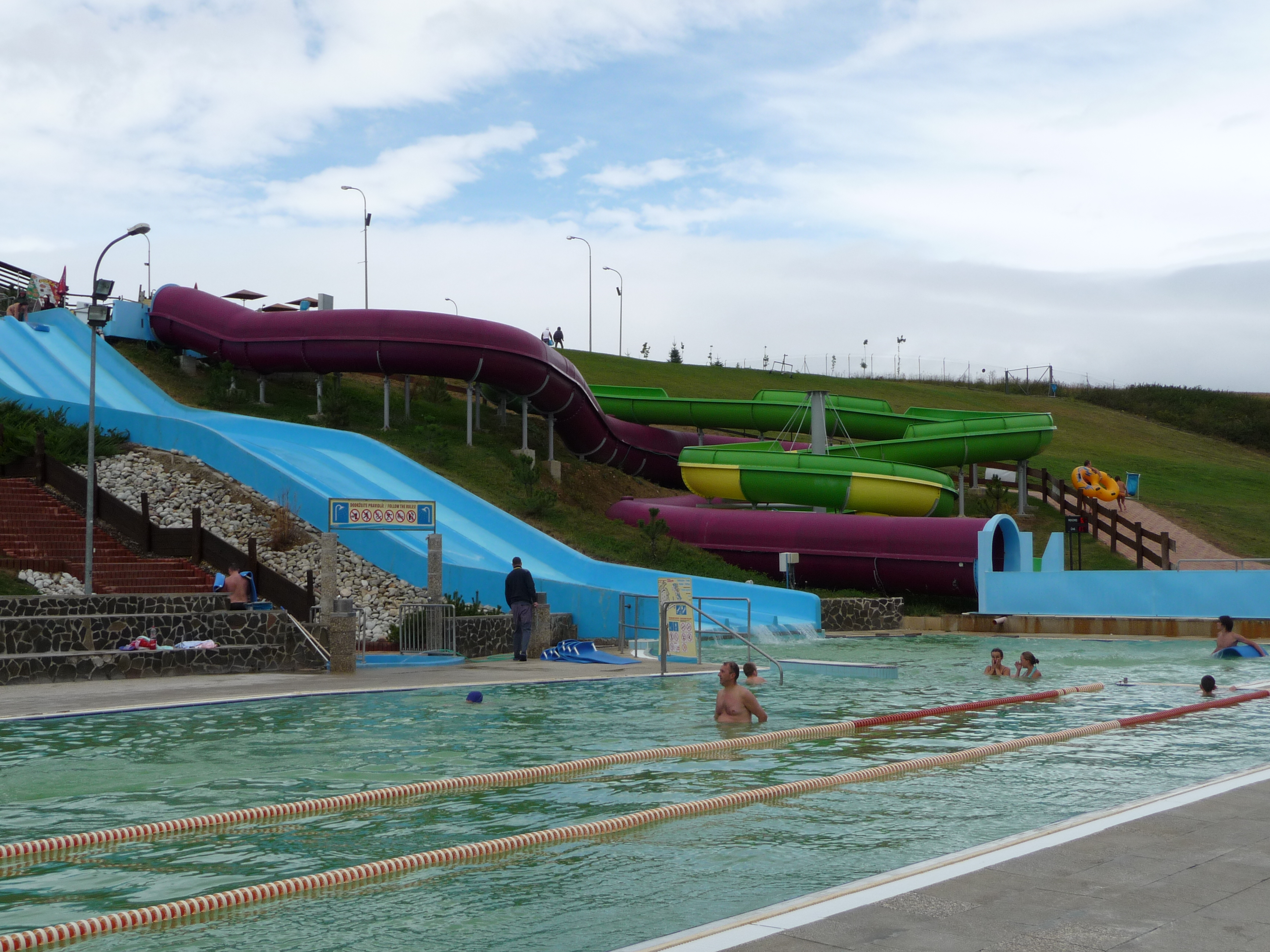
aquapark
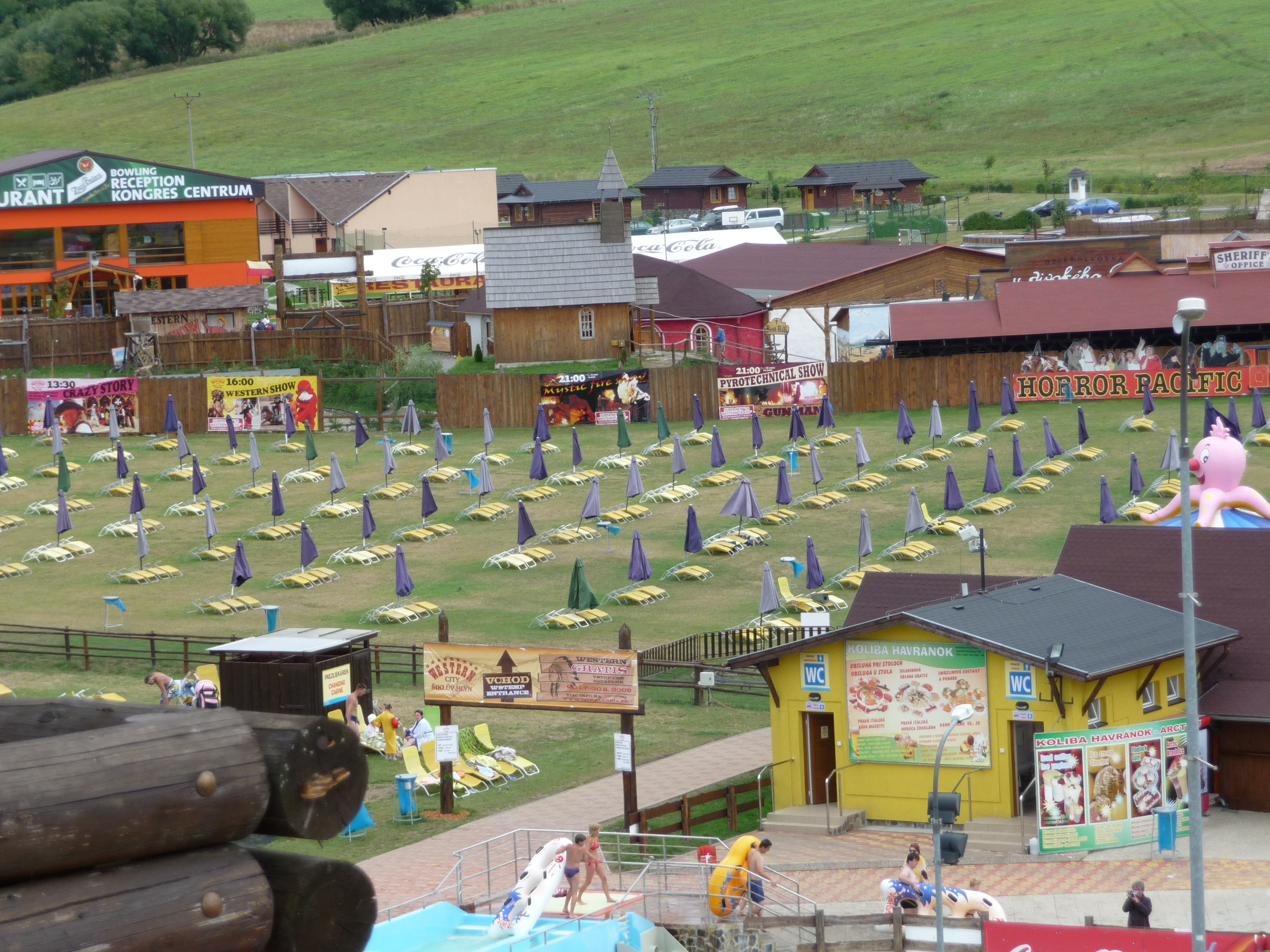
odpočinek
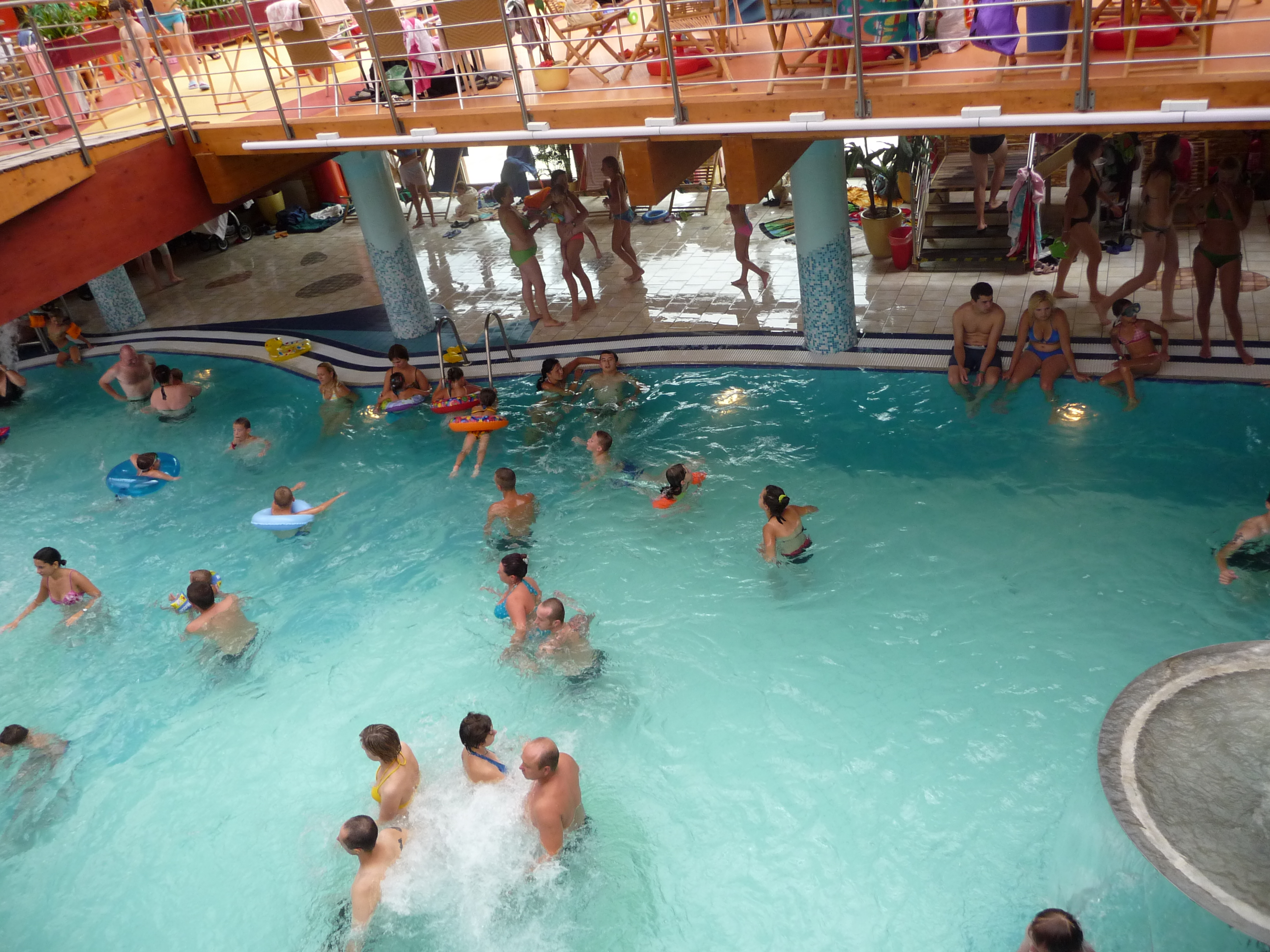
vnitřní bazén
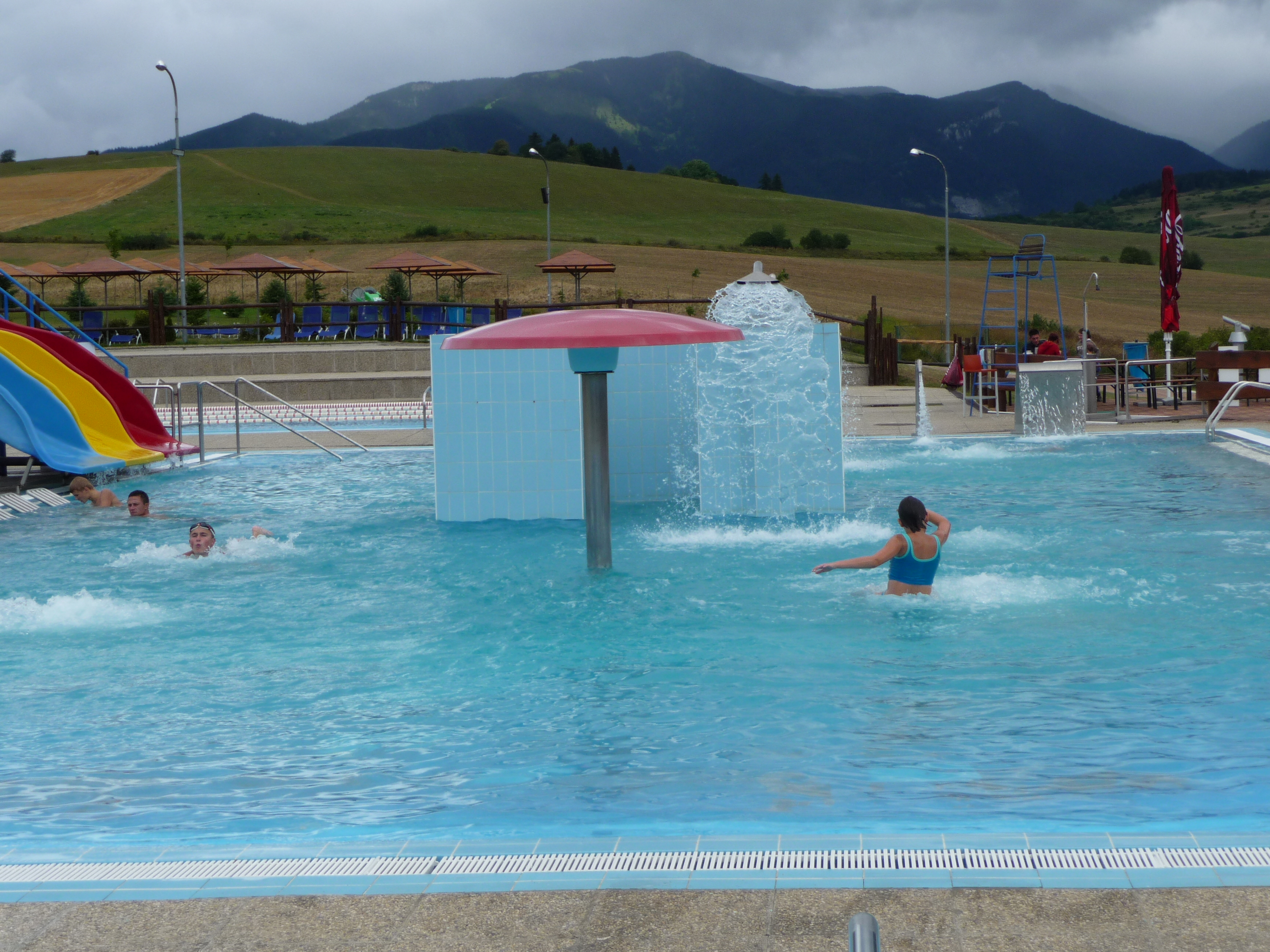
dětský bazén
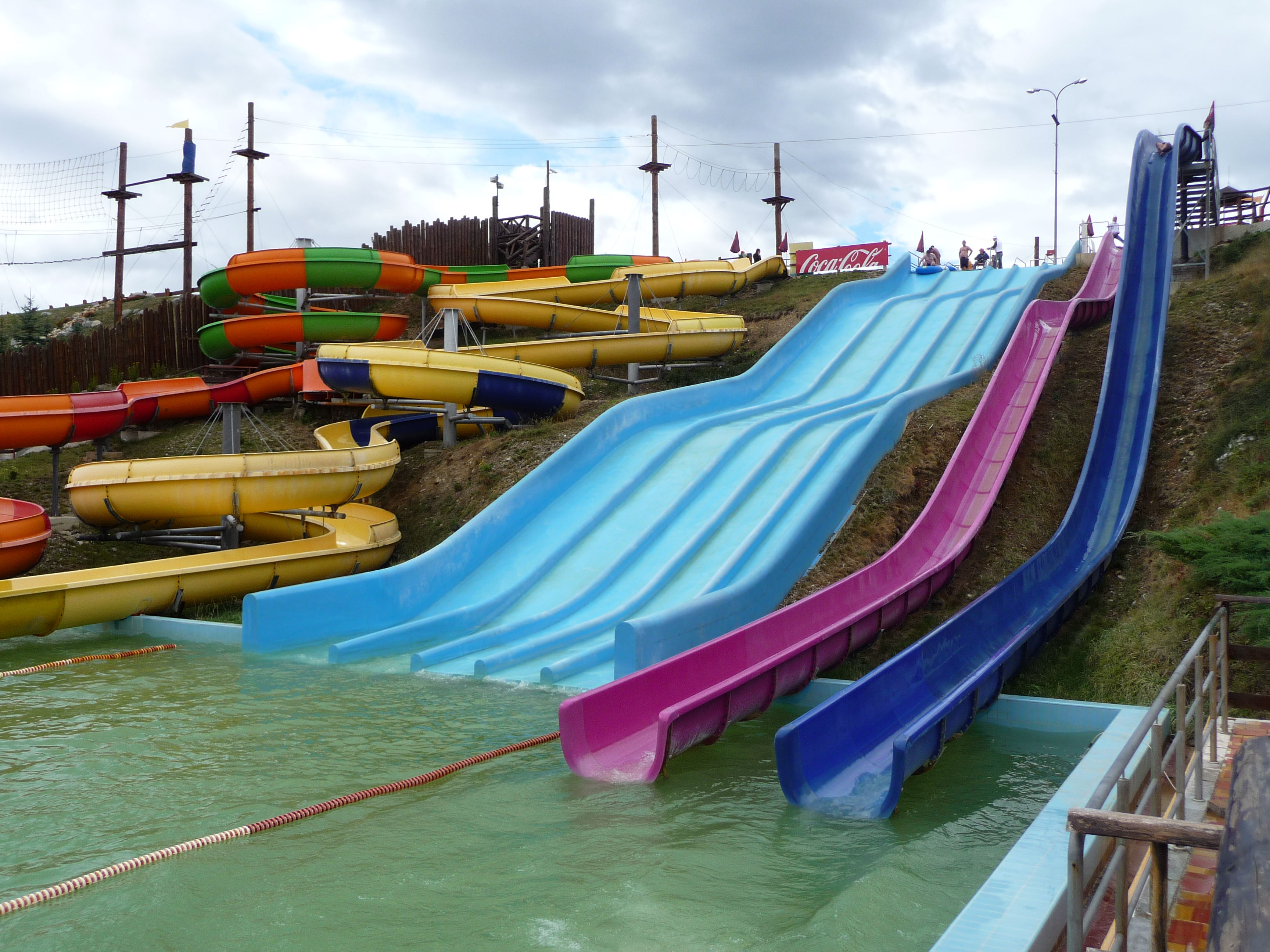
atrakce
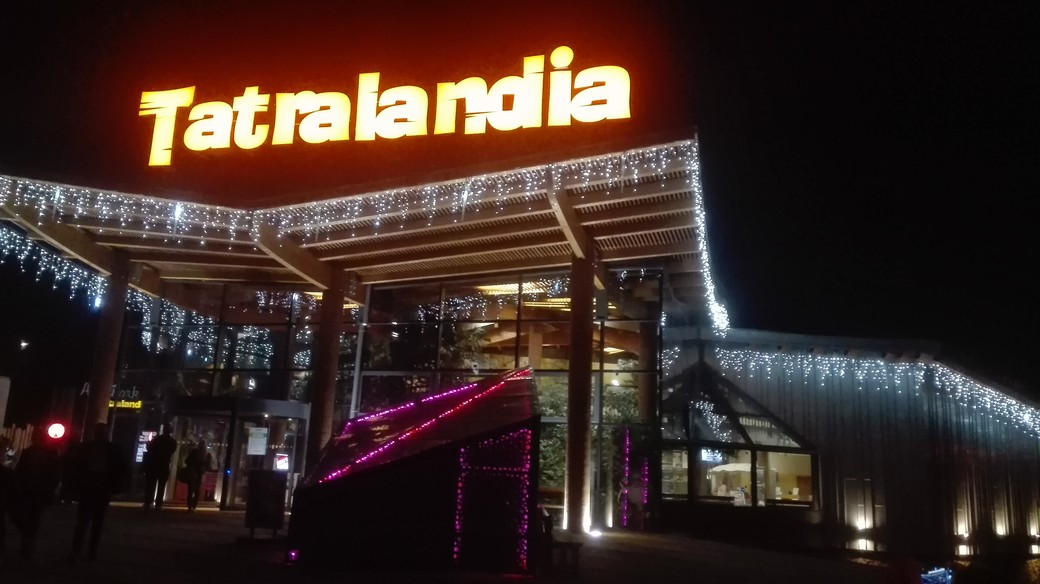
vstup v noci
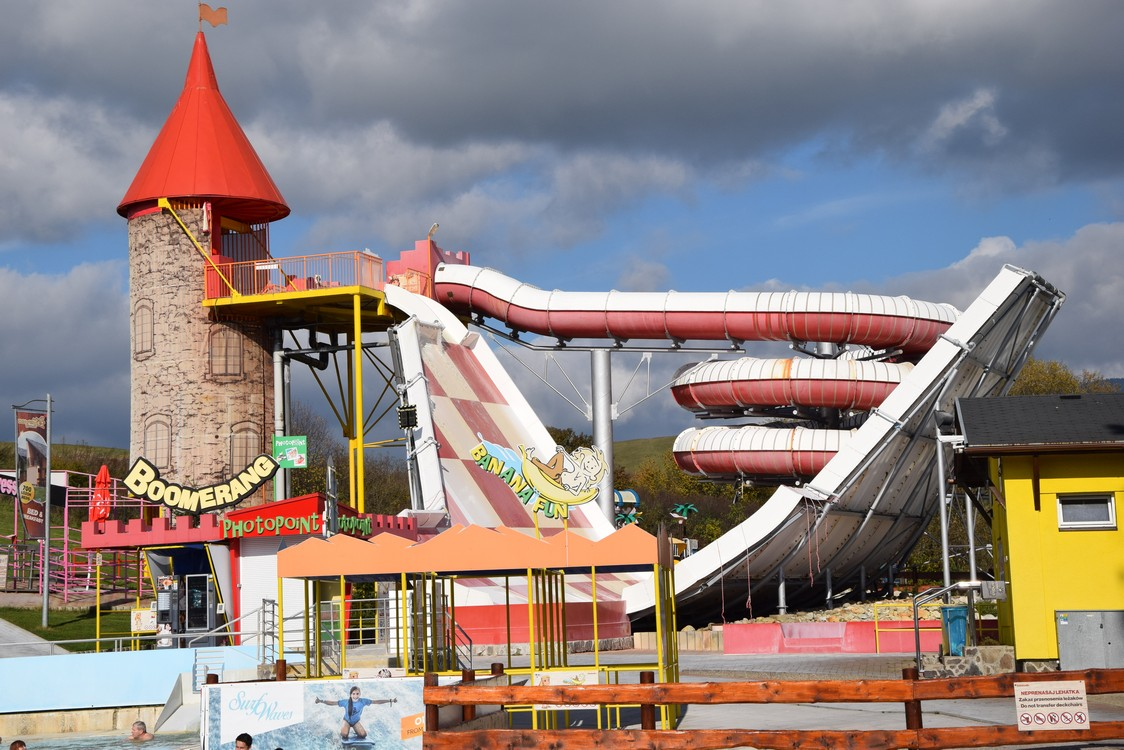
u rampa
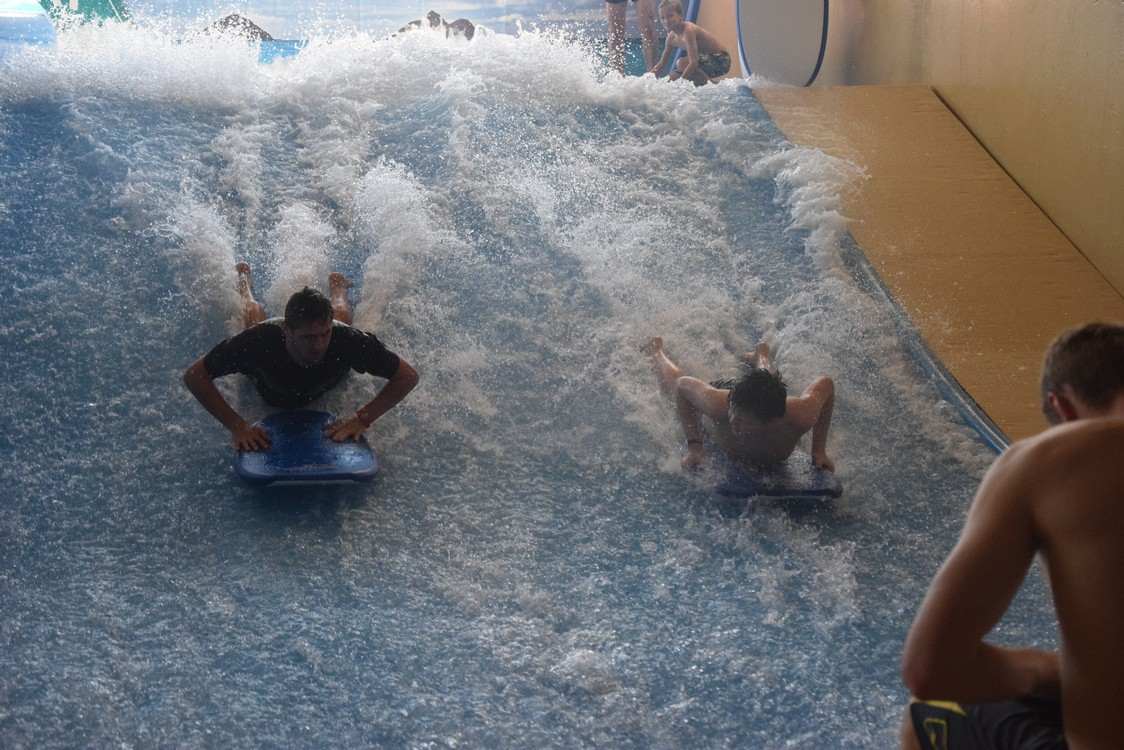
surfování
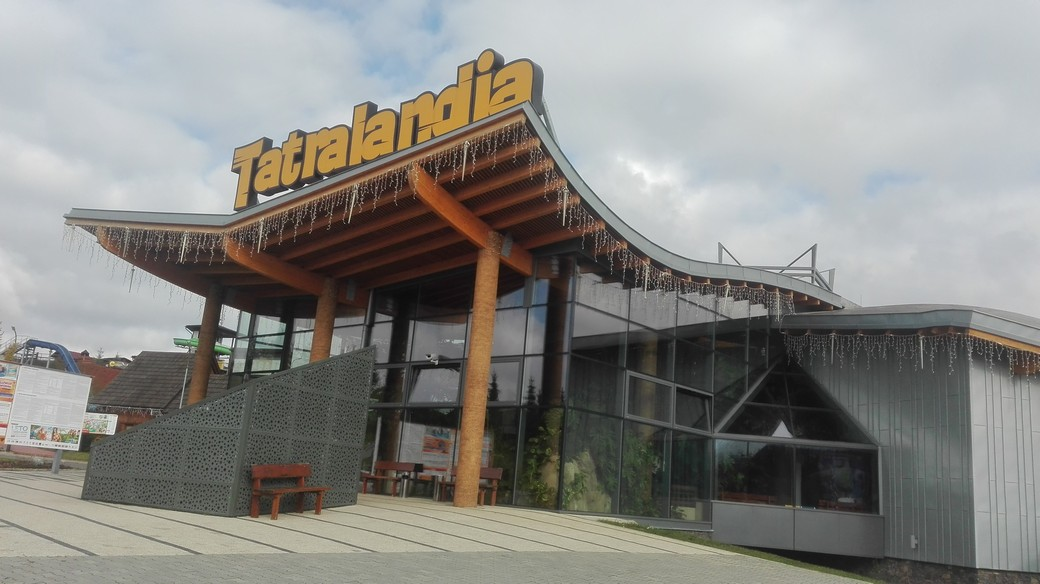
vstup ve dne
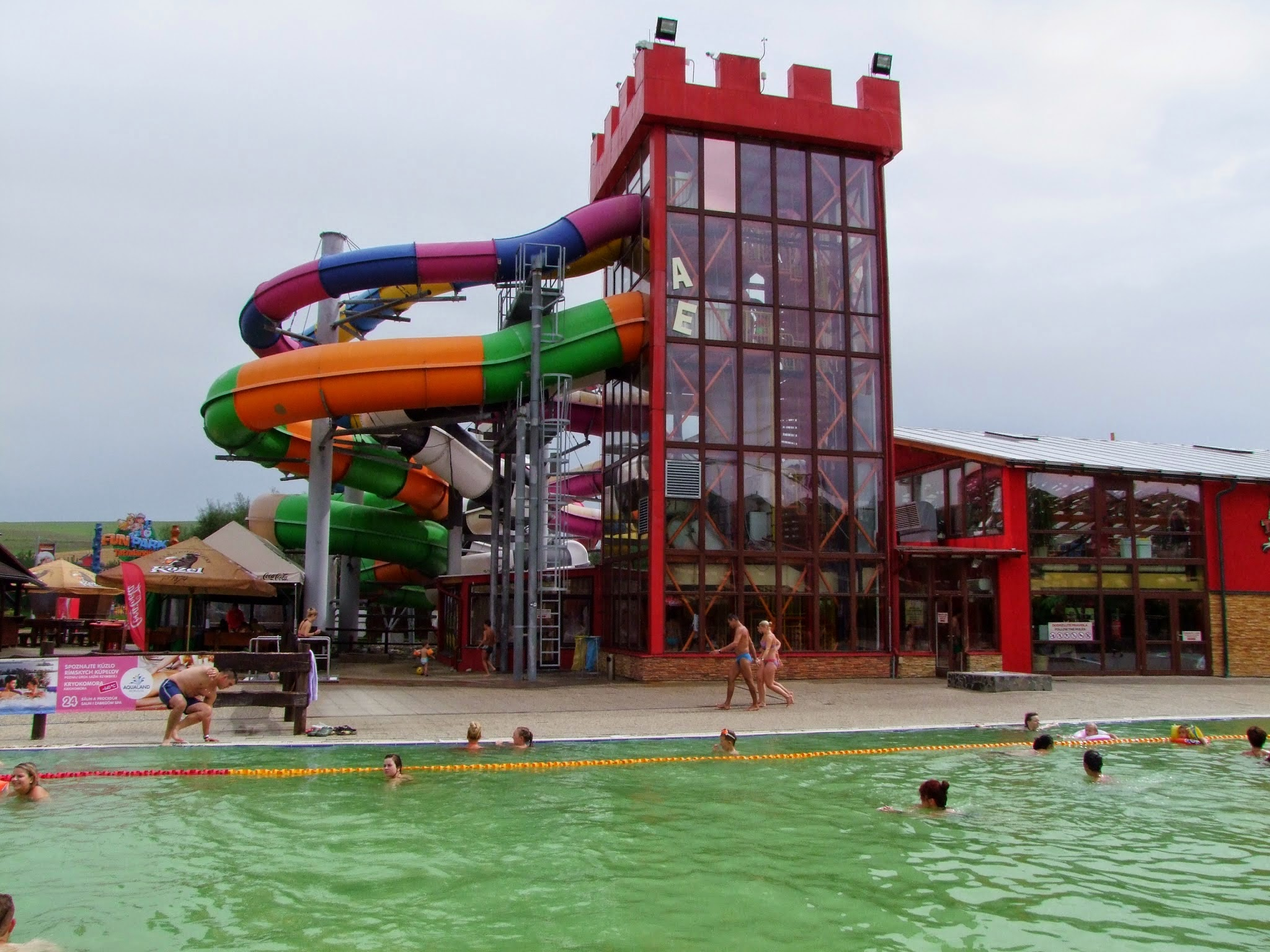
tobogánová věž